# Prieuré Notre-Dame de Bellefontaine
Le prieuré Notre-Dame de Bellefontaine, parfois appelé abbaye de Bellefontaine, est un ancien édifice religieux situé à Bellefontaine hameau du village d’Émagny, dans le département français du Doubs. Le lieu est depuis 1795 une propriété privée,,.

## Localisation
Le prieuré est situé à l'angle de la route de la Grange-du-Bas et de la route de Noironte, au bord de la Lanterne.

## Histoire

### XIIe–XVIesiècles: fondation et premiers siècles

#### Raimbaud & Narduin
En 1132 ou 1134, le prieuré est fondé dans le bois de Bellefontaine par le chanoine Raimbaud,,, sous l’impulsion de l’abbaye Saint-Paul de Besançon. Le lieu est nommé ainsi en raison de la présence de nombreuses sources d’eau,.
Dès sa fondation le site est consacré à la Vierge Marie. Raimbaud fait don au prieuré de tous ses biens. Il est exonéré de charges par une bulle du pape Innocent II le 9 mars 1139. Il sera tout de même soumis à la règle de saint Augustin,.
En 1143, le chapitre de Saint-Étienne annule les charges de Bellefontaine pour ses possessions sur les terres de la paroisse de Villars-Saint-Georges. En 1152, le prieuré lui achète l’église de Pin pour la somme de dix sols estevenants. Humbert de Scey, archevêque de Besançon sanctionne cette transaction, et lui fait don des églises d’Auxon, Chaucenne et Corcondray ainsi que d'un domaine à Pelousey.
Vers 1155, un chevalier du nom de Narduin s'empare de l’église d’Auxon ; pris de remords, il fait don de tous ses biens au prieuré et entre au noviciat,. Les années suivantes, Bellefontaine recevra des donations à Salins-les-Bains, Marnoz, Placey et Cordiron (Burgille).
En 1160, Raimbaud décède. Son successeur porte le nom de Narduin, peut-être le chevalier, ou un autre qui est prieur claustral à Saint-Paul.
En 1178, une bulle du pape Alexandre III, confirme toutes les possessions du prieuré et accorde le droit d’élection à la mort du prieur. Bellefontaine fait des acquisitions à Audeux, Recologne, Chazoy (Burgille) et Courcuire,.
La date du décès de Narduin est inconnue.

#### Une succession méconnue
Jusqu'au début du XVIe siècle, il y a peu d’informations précise sur les personnes qui administrent le prieuré.
Richard de Beaujeau, vers 1261, Fromond de Cicon, qui décède le 13 février 1327, suivi, la même année, de Jean de Sauvagney, Pierre du Four, mort le 9 aout 1368, Jean de Pontarlier qui décède vers 1409, Jacques de Lanans, mort en 1410, Jean de Breurey et Thiébaud Bassand, qui retournent à l'abbaye Saint-Paul, Jean Bassand, jusqu'à sa démission en 1457, Jean de la Corne, vers 1467, ou encore, Clément de Darbonnay qui meurt en octobre 1508.
En 1466, l’abbaye de Saint-Paul est vendue à Charles de Neufchâtel,. Petit à petit, les prieurés qui en dépendent prennent leur indépendance. C'est le cas de Bellefontaine en 1510, qui devient une abbaye.

### XVIe–XVIIIesiècles: l'abbaye de Bellefontaine
Cette même année, Claude Bergier de Myon vestiaire de Saint-Paul en prend la direction. Il restreint aux habitants d’Émagny le droit d'affouage, notamment pour les arbres fruitiers et les chênes dans le bois de Fontaine (aussi appelé le Chasnois). En 1517, Bergier démissionne pour garder ses fonctions de vestiaire à Saint-Paul.
On retrouve notamment, en avril 1534, Jacques de Saint-Mauris, cousin du cardinal Antoine Perrenot de Grandvelle, pendant près de 50 ans, jusqu’à son décès le 24 juillet 1602. Son neveu, Charles de Saint-mauris lui succède, jusqu'à son décès le 25 aout 1613.
Elenore de la Chassagne, le neveu de Charles, lui succède. C'est un grand ami de Isabelle-Claire-Eugénie. Sur instance de cette dernière il se résigne en 1628 en faveur de Philippe Chifflet,,, fils de Jean Chifflet, et frère de Jean-Jacques et de Pierre-François Chifflet.

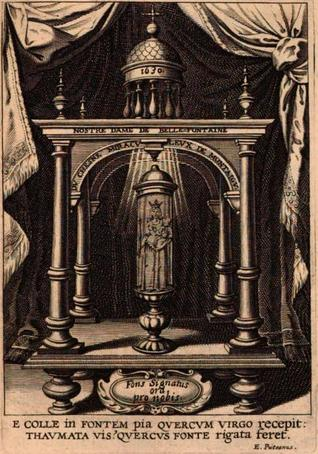
Illustration représentant la Vierge de Montaigu. Philippe Chifflet, Histoire du prieuré Nostre Dame de Bellefontaine au comté de Bourgogne,1631, p.11.

#### Chifflet, la guerre de Dix Ans et la Vierge de Montaigu
Philippe Chifflet sera un acteur de la contre-réforme dans le diocèse de Besançon. Il répare l'église qui est dans un piteux état. Il obtient, par Henry du Puict, chapelain et historiographe de l’archiduchesse Isabelle, une statuette de la Vierge Marie,,. Elle est taillée dans un chêne de Montaigu. Déposée dans un premier temps dans l’église de Pin l’Émagny (Pin), le 19 août 1629, la relique est transposée processionnellement à Bellefontaine,,,.
Les 14 et 15 octobre 1629, Philippe Chifflet fait un inventaire des lieux. Le 7 novembre il fait ériger un immense calvaire en chêne à côté de l'abbaye,.
Philippe Chifflet rapporte dans son ouvrage Histoire du prieuré Nostre Dame de Bellefontaine au comté de Bourgogne, publié en 1631, qu’en 1630, les habitants de la paroisse se placèrent sous la protection de la Vierge de Bellefontaine, pour être protégés de la peste. Chifflet séjourne peu à Bellefontaine, il est retenu à la cour de Bruxelles,
Lors de la guerre de Dix Ans, l’abbaye est pillée et certains meubles sont brûlés. Cependant les biens les plus précieux sont mis sous protection du greffier Bonnet et chez le co-gouverneur Pétremand. La  statue de la Vierge est mise en sécurité dans l’église des carmélites,.
La nuit du 2 juin 1636, un incendie accidentelle se déclare, des bergers apercevant les flammes accourent et sauvent l’écurie et le corps du logis. Quelques jours, plus tard le plancher d’une chambre s’effondre mais ne fait aucun mort ni blessé. Chifflet voit dans ses deux miracles une intervention de la Vierge Marie.
Peu de temps après la fin de la guerre de Dix Ans la Vierge retourne à Bellefontaine.

#### Les derniers prieurs
Le 6 juillet 1650, Jean Chifflet, neveu de Philippe Chifflet - avec qui il co-gouverne depuis le 15 février 1649 - prend sa place jusqu’au 15 février 1661. Henri Thomas Chifflet, lui succède jusqu’en avril 1680 ou il laisse sa place à Henri Othenin.
Le 5 avril 1683, l’abbaye passe aux mains de Jean Baptiste de Bordey. Il fait de nombreux travaux, les lieux ayant été négligés par son prédécesseur. Il décède en 1698.
En mars 1698, François-Joseph de Gramon, archidiacre de Luxeuil, prend la direction jusqu’au 11 septembre 1720. Il devient par la suite archevêque de Besançon. Il décède le 26 août 1747 au château de Vieilley. François-Gaspard de Grammont, parent de son prédécesseur devient prieur. Il est abbé de Saint-Vincent, suffragant de Besançon et  évêque d’Aréthuse. Il se résigne le 5 novembre 1723. Bellefontaine cesse d’être autonome et s’unit au grand séminaire de Besançon.

### XVIIIe–XXesiècles: de la Révolution jusqu'à nos jours
Le 11 novembre 1791, un inventaire est fait, sous les ordres de Jean-François Narduin, administrateur du district. Le 18 fructidor de l'an III (4 septembre 1795), le prieuré, est estimé à 370 459 livres, 1 sol et 4 deniers. Il est partagé en six lots puis mis en vente au profit de la nation,. 
Le prieuré n’existe plus mais la statue de la Vierge reste sur place jusqu'en 1863. Les paroissiens eux continuent de s'y rendre, le jour de l'Ascension ainsi qu'aux vêpres.
En 1854, lors d'une épidémie de choléra, elle est exposée à l'église paroissiale de Pin pendant cinq jours. De nombreuses personnes viennent solliciter son aide,.
En aout 1864, la Vierge est confiée aux Capucins. En 1902, les Capucins sont expulsés.
En janvier 1912, l'abbé Bonnet curé de Pin écrit à l’archevêque François-Léon Gauthey.
Depuis le 30 juillet 1925, la statue de la Vierge est transférée à l'église de Pin,.

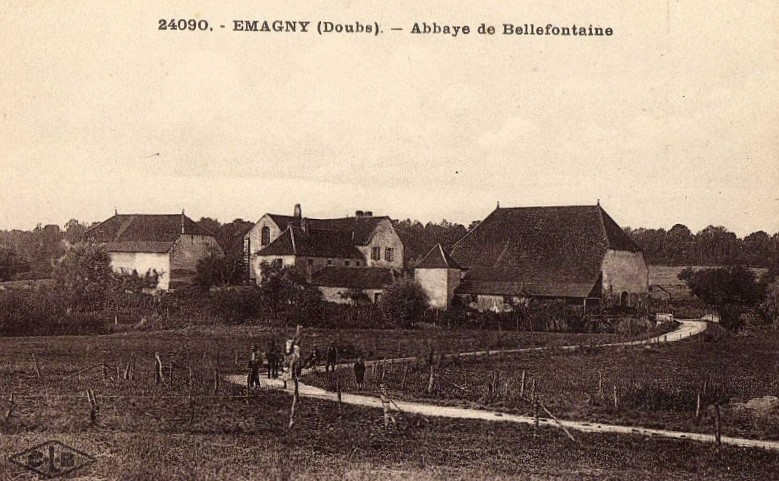
Vue générale sur une carte postale ancienne des Établissements C Lardier.
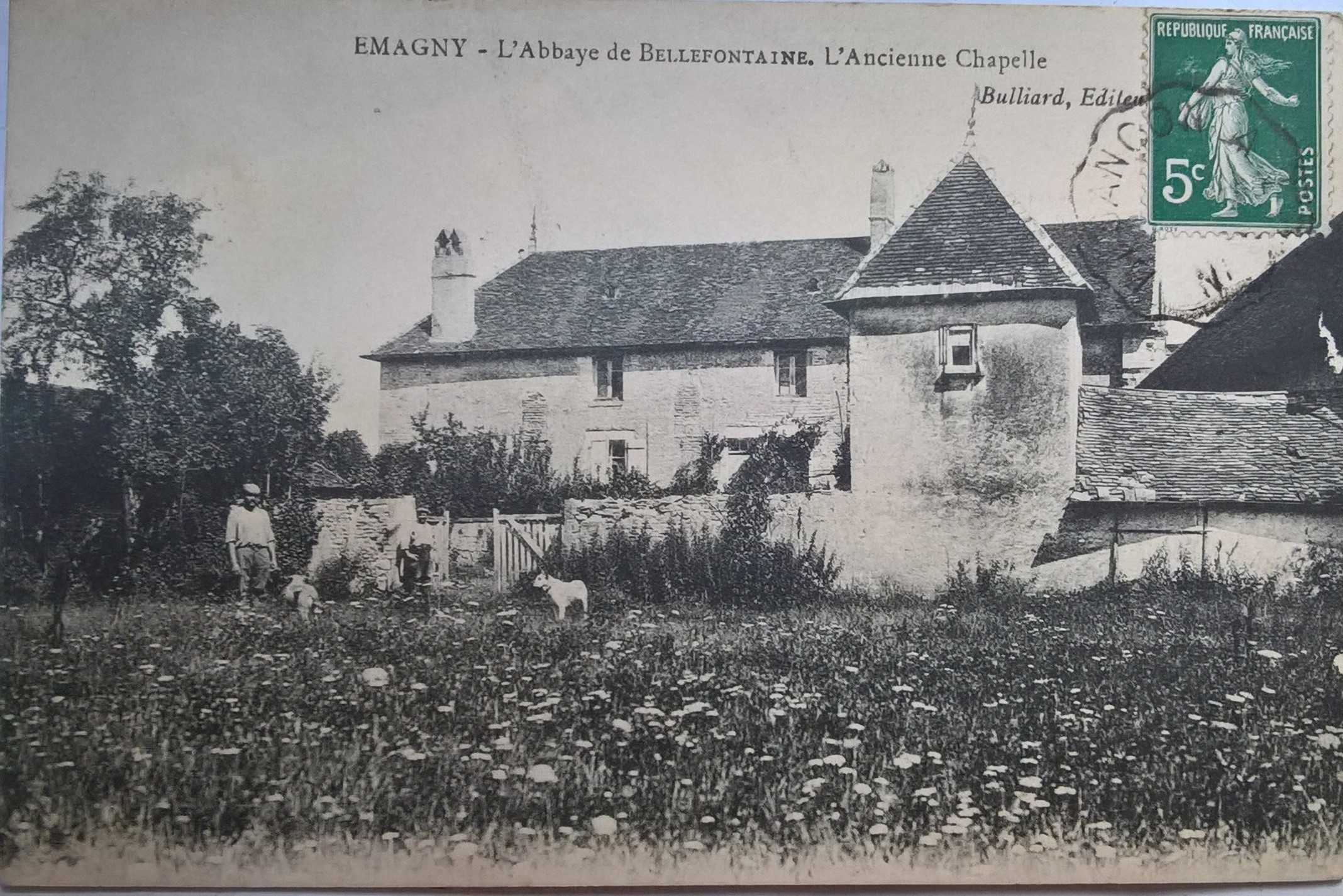
Chapelle du prieuré au début du siècle. Carte postale Buillard Editeur.